# Egy helyben toporogva
Az "Egy helyben toporogva" (Running to Stand Still) a Született feleségek (Desperate Housewives) című amerikai filmsorozat hatodik epizódja. Az Amerikai Egyesült Államokban először az ABC (American Broadcasting Company) adó sugározta 2004. november 7-én.

## Az epizód cselekménye
Habár Carlos Gabrielle mellé áll, amikor Solis mama ki akarja rakatni a szobalányukat, Yao Lint, Carlos és az anyja továbbra is azt találgatják, kivel lehet viszonya Gabynak. Később Gabrielle megszeppenve látja Bree-nél, hogy John Danielle-el tölti az idejét. Így hát, amikor pókereznek a lányokkal, kilóg a kertbe, hogy beszéljen Johnnal Danielle-ről. A fiú azt mondja, Danielle csak a barátja.
Mikor Gabrielle visszaér a pókerpartira, azt kell látnia, hogy az anyósa beszállt helyette, és csinos pénzmennyiséget akasztott le Bree-ről, Lynette-ről és Susanről. Amikor erről Carlos tudomást szerez, pánikba esve elmondja Gabynak, hogy Juanita szerencsejátékfüggő volt.
Ennek tudatában Gabrielle két legyet üt egy csapásra. Elviszi Juanitát egy kaszinóba, mondván, hogy isteni rákot lehet ott enni, majd ócska ürüggyel otthagyja. Találkozik Johnnal, és mire visszaér, Juanitát szomorúnak, Carlos hitelkártyáját pedig teljesen üresnek találja. Solis mamának sikerült 15 000 dollárt elkártyáznia.
Gabrielle úgy tesz, mint aki meglepett, és úgy dönt, hogy elad pár ékszert és eltitkolja Carlos elől a dolgot, mert nem akarja, hogy férje ezért szenvedjen – ezzel akarja elnyerni Juanita rokonszenvét.
Amikor Carlos érdeklődik anyjánál "kutatásai" eredményéről, Juanita azt mondja neki, hogy szerinte Gabrielle nem is csalja meg, mert igazán szereti őt. Ettől a hírtől fellelkesülve Carlos elmondja az anyjának, hogy beszélt Gabynak a kártyaproblémájáról. Juanita ekkor döbben rá, milyen játékot űzött vele a menye, és hogy a titkos szerető végig ott volt az orra előtt.
Paul kiárúsítást tart a kertjében, ahol Susan megvesz tőle némi régi babaholmit, és egy díjat, amit Mary Alice kapott jótékonysági munkáért, mert Paulnak ezek nem kellenek.
Susan megkérdezi Paultól, hol van Zach. "Rokonoknál" – feleli a férfi, de Susan nem hisz neki. Elkéri Ida Greenbergtől régi kocsiját, és azzal követi Pault.
Zach a Silvercrest Ifjúsági Rehabilitációs központban van. Az orvosok figyelmeztetik Pault, hogy nem gyógyszerezhetik Zachet a végtelenségig, de Paul nem engedélyezi a terápiát, mert fél, hogy Zach felszínre hoz valamit, amit nagyon nem kéne.
Susan azzal az ürüggyel, hogy egy gyerekkönyvhöz végez kutatásokat, lefoglal egy orvost az intézetben, míg Julie megkeresi Zachet. Meg is találja a fiút, aki borzasztóan álmatag a sok gyógyszertől. Julie érdeklődik a felől, amit múlt héten Zach Bree-nek mondott, erre a fiú azt mondja, hogy Mary Alice halála azzal van kapcsolatban, ami "Danával történt". Mielőtt többet mondhatna, egy ápoló észreveszi Julie-t, aki kénytelen távozni.
Lynette fiainak osztálya a Barcliff Akadémián előadni készül a Piroska és a farkast. Maisy Gibbons, a szülői munkaközösség oszlopos – minden más anyától rettegett – tagja közli az SZMK-gyűlésen összegyült mamákkal, hogy az ő változatukban a farkast nem öli meg a vadász, hanem kihúzza az agresszió forrását, egy tüskét a mancsából, majd szabadon ereszti. Mikor Lynette felveti, hogy a farkas más asszonyokat is megtámadhat, tehát jobb lenne ártalmatlanná tenni, Maisy leteremti, amiért hozzá mert szólni az ügyhöz, holott csak jegyszedésre jelentkezett.
Így hát később Lynette jelentkezik, hogy megvarrja a jelmezeket, s tudván, hogy kivette a részét a munka nehezéből, újra felveti a farkasölős Piroska-változat ötletét. Maisy még mindig tiltakozik, de az anyukák megszavazzák, hogy a mese az eredeti befejezéssel záruljon.
Mivel a jelmezek megvarrása nehéz feladat, Lynette pár dolgot leegyszerűsít rajtuk, mire a bosszús Maisy közli, hogy ha a jelmezek nem lesznek teljesen készen, kihagyják az ikreket (azaz az erdőt) a darabból. Így Lynette Jordana, egy másik anyuka tanácsára a gyerekek hiperaktivitási gyógyszerét veszi be, amitől erőre kap. Így megvarrja a jelmezeket és kitakarítja a házat.
Ám Maisy később az egyik Lynette varrta prémsapkát "háromnapos dög"nek nevezi, s Lynette-nél betelik a pohár: búnyóra hívja ki Maisyt, aki meghátrál. Fordul a kocka.
Dr. Goldfine-nál Rex kijelenti, hogy Bree nem elég odaadó szex közben, mintha másra figyelne. A doktor felveti a szexuális helyettes ötletét, mire Bree kiviharzik a rendelőből. Később ebédnél a klubban Bree összetalálkozik Dr. Goldfine-nal, és együtt ebédelnek – bár a férfi nemigen eszik, mivel Bree elveszi az étvágyát az előadásával arról, hogy mennyire szereti a szexet.
Később Bree meglátogatja Rexet – dögös alsóneműben. A férfi kapva kap a lehetőségen, hogy együtt legyen a feleségével, de Bree megint csak félbehagyja az aktust, mert Rex szendvicséből a szósz majdnem lecsöppen a szőnyegre. Rex azonban nem hajlandó folytatni, ezzel pedig vérig sérti Bree-t.
Este Rex elmegy Bree-hez néhány ott maradt papírért, és hogy elnézést kérjen a nejétől. Bree közli vele, hogy tudja, hogy Rex valami olyanra vágyik, ami nélkül nincs meg, de kérni pedig gyáva. Rex zavartan távozik a Van de Kamp-házból.

## Szereplők
- - Susan Mayer – Teri Hatcher
  - Lynette Scavo – Felicity Huffman
  - Bree Van De Kamp – Marcia Cross
  - Gabrielle Solis – Eva Longoria
  - Mary Alice Young – Brenda Strong
  - Mike Delfino – Jamie Denton
  - Edie Britt – Nicollette Sheridan
  - Paul Young – Mark Moses
  - Zach Young – Kody Cash
  - Carlos Solis – Richardo Antonio Chavira
  - Rex van de Kamp – Steven Culp
  - Tom Scavo – Doug Savant
  - John Rowland – Jesse MetCalfe
  - Julie Mayer – Andrea Bowen
  - Martha Huber – Christine Estabrook
  - Preston Scavo – Brent Kinsman
  - Porter Scavo – Shane Kinsman
  - Juanita Solis (Solis Mama) – Lupe Ontiveros
  - Noah Taylor – Bob Gunton
  - Maisy Gibbons – Sharon Lawrence
  - Dr. Albert Goldfine – Sam Lloyd
  - Jordana Geist – Stacey Travis
  - Dr. Sicher – Gregg Daniel
  - Danielle Van De Kamp – Joy Lauren
  - Mrs. Truesdale – Shannon O'Hurley
  - Yao Lin – Lucille Soong
  - Ida Greenberg – Pat Crawford Brown

## Mary Alice epizódzáró monológja
- A narrátor, Mary Alice monológja az epizód végén így hangzik (a magyar változat alapján):

"Az erő és hatalom iránti vágy már kiskorunkban belénk ivódik. Gyermekként arra tanítanak minket, hogy a jó győzedelmeskedik a gonosz felett. De felcseperedvén rájövünk, hogy semmi sem ilyen egyszerű. A gonosz mindig otthagyja nyomát."

## Epizódcímek szerte a világban
- Angol: Running to Stand Still (Futni sehová)
- Francia: Mes fils, ma bataille (Az én dalaim, az én harcom)
- Német: Schlachtfelder (Csatamezők)
- Olasz: Inutile affannarsi (Felesleges aggodalmak)